# Кирби (Тексас)
Кирби (енгл. Kirby) град је у америчкој савезној држави Тексас. По попису становништва из 2010. у њему је живело 8.000 становника.

## Демографија
Према попису становништва из 2010. у граду је живело 8.000 становника, што је 673 (7,8%) становника мање него 2000. године.
| Група             | 2000.         | 2010.         |
| Белци             | 3.491 (40,3%) | 2.382 (29,8%) |
| Афроамериканци    | 1.263 (14,6%) | 1.164 (14,6%) |
| Азијати           | 179 (2,1%)    | 130 (1,6%)    |
| Хиспаноамериканци | 3.616 (41,7%) | 4.207 (52,6%) |
| Укупно            | 8.673         | 8.000         |